# 分離派の夏
『分離派の夏』（ぶんりはのなつ）は、日本のシンガーソングライター、小袋成彬の1stスタジオ・アルバム。2018年4月25日にエピックレコードジャパン（ソニー・ミュージックレーベルズ）より発売された。
本作はシンガー・ソングライターの宇多田ヒカルをプロデューサーに迎えて制作された小袋成彬のメジャーデビュー作品で、宇多田がフィーチャリングゲストとして参加した「Lonely One feat. 宇多田ヒカル」を含む全14曲が収録されている。

## 背景
宇多田は自身のアルバム『Fantome』の収録曲「ともだち」に小袋をゲストボーカルとして招いたのが契機となり、初めて新人アーティストの作品プロデュースを手がけることとなった。小袋の才能を見抜いた宇多田はメジャーデビューを視野に楽曲の制作を行うよう進言、「この人の声を世に送り出す手助けをしたい」とレコーディングにも立ち会った。収録曲すべてをチェックし、歌詞の手直しのほか自らゲストボーカルを務めるなど全面バックアップで小袋の個性を引き出した。
宇多田ヒカルをフィーチャリングゲストに迎えたアルバムからの先行配信曲「Lonely One feat.宇多田ヒカル」は2018年1月17日よりSpotifyやApple Musicにてストリーミング配信がスタートした。同曲はSpotifyの1/23付バイラルランキング（日本）にて1位を獲得した。新人のデビュー曲が初登場1位となるのはSpotify国内史上、男性ソロアーティストとしては初のこと。その注目度の高さは海外にも及び、Spotifyの台湾のバイラルランキングにもチャートインし、LINE MUSIC（日本）やApple Music (日本/マレーシア)、KK BOX (台湾)などのサブスクリプションサービスでもランクインした。同年4月4日には更に「042616 @London」、「Selfish」、「Summer Reminds Me」の3曲のストリーミング配信が開始されるとともに、「Lonely One feat.宇多田ヒカル」と「Selfish」の配信ダウンロードも開始された。

## 制作と録音
アルバムの中に「語り」を入れるという発想は、YMOの『Service』での三宅裕司のショートコントや、ケンドリック・ラマーの『To Pimp a Butterfly』での、ケンドリックと2パックの疑似会話などからインスピレーションを得ているという。アルバムの中で最初にできた曲は「Daydreaming in Guam」だった。それ以前も「Game」や「門出」のアイデアの種はあったが、最初に光明が見えたのが「Daydreaming in Guam」だったという。次に作ったのが「Game」で、この曲は、昔の彼女が働いていたビルの前でバッハのコラールを聴いていてできた曲だった。また小袋は、楽曲は「日記みたいに一個ずつ作っていった」ので、「全体の世界観がどうとかは全然考えていなかった」とも語っている。また、自分がせっかちなために、曲を作っていると1分ほどで終わってしまうという。これについてインタビューでは、「自分の中から出てきたものを書いた日記に対して、ある種の修辞的な操作をしていくと、短いものになるし、何なら俳句でもいいかなというくらいの分量になる。」と述べている。本アルバムでは、そういったものを組み合わせた楽曲があるという。例えば「Lonely One feat.宇多田ヒカル」は、原型は40秒ほどだったので「他の曲と組み合わせちゃえ」と思って作った曲である。また小袋は、「『分離派の夏』はモジュール的に作っていった作品」だとも述べている。
本作のアルバム・プロデューサーを務めた宇多田は、特に歌詞について小袋にアドバイスを施したという。小袋によると宇多田は「歌詞にすごく厳しい」といい、「僕がメロディを適当にごまかしたり、歌詞の表現がユルいと、バシバシ指摘してくるんですよ。「これは最後まで考えてるの？」と聞いてくるんです。僕は完成したと思って聴いてもらっても「まだ」と言われたり。そういう押し問答がずっと続いて、嫌いになるんじゃないかという時期もあったんですけど（笑）、次第にそこにはちゃんとメソッドがあることに気づいたんです。「ここにこういう言葉を使えばこういう印象があるだろう」とか、宇多田さんは他者の視点を見る力があまりに優れているんですよ。僕は彼女がいないと歌詞がここまでうまく書けなかったと思うし、独りよがりになっていたと思いますね。」と語っている。また、「E. Primavesi」のドラムスで参加したクリス・デイヴに関しては、「クリスはまじめなところもあるし、行きの電車でも僕が作ったデモを聴いてて、きちんとコピーしようとするんですよ。でも、コピーされても面白くないから、もっと自由にってリクエストすると、本当にカッコいいドラムを叩いてくれました。」と述べている。なお、宇多田は本アルバムに、「Lonely One」と「再会」にボーカルで、「Summer Reminds Me」にレコーディング・エンジニアとして参加した。また、収録曲のほとんどのレコーディング・エンジニアは小森雅仁が務めた。

## 音楽性と歌詞
本作は、R&B／ソウルをベースに、シンプルなビートと繊細なコーラス、クラシカルな音色といった特色を持っている。また、それ単体ではフォーク的にも響く歌を主軸に、音楽的には宇多田ヒカルをヴォーカルに迎えた「Lonely One」をはじめ、現行のR&Bやトラップ以降のビートとフロウ、ミニマルにして芳醇なアレンジメントが際立っている。全体的にフランク・オーシャンの『Blond』に通ずるアンビエントなオルタナティブR&Bやネオソウルの影響を感じさせるトラックメイクとなっていながらも、その響きは圧倒的に日本語に寄せて作られている。音楽評論家の柴那典は、「サウンドのベース自体はオルタナティブR&Bにあるのだけれど、トレンドを意識するというより、彼自身の美意識を深く研ぎ澄ますことで楽曲を作っている感がある。」と指摘している。また、落ち着いたリズムの中で、ギターやストリングスが最小限の音で流れており、その上で力強い地声と流麗なファルセットを行き来するように歌い上げる声も特徴的である。なお、その声質に関しては、平井堅や小沢健二などに通じるとも指摘されている。その他にも、自由な譜割りや独特の歌唱法、突如現れる不思議な音や声、別の楽曲、小袋の友人たちの語りなども本作の特徴となっている。
リリック面では、思春期の痛みを伴う思い出、親に対する複雑な思い、別れてしまった恋人に対するノスタルジックな感情などを文学的な言葉遣いで描き出している。友人の死、失恋、妹の結婚などのリアルな実体験に基づくエピソードが、曲の中で私小説的に描かれており、アーティストとしての表現はあくまで内省的となっている。その中で、「E.Primavesi」で〈 言葉は真実を映さない　君は気付いてしまったみたいだ　この世は全てがフィクション 〉と歌われている通り、歌詞が必ずしも等身大の真実とは限らず、極めて私的な体験を楽曲に落とし込む内に加えられたある種自然な誇張や脚色が存在するとも指摘されている。また、色彩や情景、感情と描写、口語と文章、リアルとフィクションがあり、それらがシームレスに入り混じって歌詞の中に高低差をつけているものの、決して散文には振り切れていないのも本作の歌詞の特徴である。

## 評価と批評
- ロッキング・オンの高橋智樹は、本作について「それまで歩んでいた音楽制作の裏方の道から、シンガーソングライターとして珠玉の歌を響かせ始めた才気の、第一歩にして金字塔。」とコメントした[22]。
- 音楽ライターの森朋之は、「宇多田ヒカルの『Fantôme』同様、“日本語によるグルーヴ”というテーマをさらに上の段階に引き上げる大充実のデビュー作。」と評した[1]。
- 上述の柴那典は、小袋がかつて2人組ユニットN.O.R.Kのヴォーカリストとして活動し、その後はレーベル＜Tokyo Recordings＞を主宰しプロデュースワークなど裏方としての道を選んでいたことを踏まえ、「しかしこうして『歌うこと』を選んだことの背景には、やはり宇多田ヒカルとの出会いが大きな刺激となったのだろう。」と語り、そこに「必然的な才能の結びつき」を見出した[21]。
- 音楽評論家の鹿野淳は、雑誌「MUSICA」2019年1月号の企画「2018年の音楽シーン徹底鼎談」にて、2018年のSuchmosやKing Gnuらの活躍に関し、「売れたい」よりも「音楽シーンを変えたい」というアティチュードが音楽やプロモーションの中身から強く前に出ているとした上で、「この数年のモダンインディーズの旗頭」だったTokyo Recordingsの代表である小袋が、本アルバムで宇多田と共闘しながらメジャーに出てきたことは凄く意味のあることだと指摘した[23]。
- ミュージック・マガジンの大鷹俊一は、「全体に（ママ）演出過剰」だとし、また西澤裕郎は「冒頭の語りが説明的すぎて、その後の楽曲を純粋に楽しめない」と述べた[3]。

本作は、第11回CDショップ大賞で「一次ノミネート作品」に選ばれた。HMVイトーヨーカドー宇都宮の中野陽子は、本作について「透明感のある美しい声で語るように繰り出されるのは、零れ落ちた想いを地面スレスレで掬いあげたような言葉たち。 宇多田ヒカルプロデュース、という冠言葉には耳目を集める強いインパクトがある。でもこの作品は、出落ちではない、ということ。むしろ世界観に興味を惹かれ、一体何者…？思わせる強烈な個性がある。『小袋成彬』これからが本当に楽しみな素晴らしき才能。」とコメントした。

## 収録曲
| #   | タイトル                           | 作詞 | 作曲                           | 時間 |
| --- | ---------------------------------- | ---- | ------------------------------ | ---- |
| 1.  | 「042616 @London」(演奏：小袋成彬) |      | 小袋成彬                       | 2:10 |
| 2.  | 「Game」                           |      | 小袋成彬                       | 4:14 |
| 3.  | 「E. Primavesi」                   |      | 小袋成彬                       | 4:30 |
| 4.  | 「Daydreaming in Guam」            |      | 小袋成彬                       | 3:22 |
| 5.  | 「Selfish」                        |      | 小袋成彬                       | 4:34 |
| 6.  | 「101117 @El Camino de Santiago」  |      | 小袋成彬                       | 3:14 |
| 7.  | 「Summer Reminds Me」              |      | 小袋成彬                       | 2:58 |
| 8.  | 「GOODBOY」                        |      | 小袋成彬、酒本信太             | 2:48 |
| 9.  | 「Lonely One feat.宇多田ヒカル」   |      | 小袋成彬、宇多田ヒカル、Yaffle | 4:39 |
| 10. | 「再会」                           |      | 小袋成彬                       | 4:10 |
| 11. | 「茗荷谷にて」                     |      | 小袋成彬                       | 0:42 |
| 12. | 「夏の夢」                         |      | 小袋成彬                       | 3:15 |
| 13. | 「門出」                           |      | 小袋成彬                       | 3:09 |
| 14. | 「愛の漸進」                       |      | 小袋成彬                       | 5:27 |

## クレジット

### 演奏者
- 小袋成彬 - ボーカル、プロデューサー、プログラミング、ミックス、ギター、(M-1、4、7)、ベース(M-7)、ピアノ(M-2、9、13)、オルガン(M-13)、レコーディングエンジニア、アートディレクター
- 八木宏之 - 語り(M-1)[25]
- 小島裕規 - プログラミング、レコーディングエンジニア
- 裕木レオン - ドラム(M-2、4、8、9、13)
- 小林修己 - ベース(M-2、4、5、7～9、13、14)
- 吉澤達彦 - トランペット(M-2、8、9)、フリューゲルホルン(M-8、9)
- 石川智久 - トロンボーン(M-2、4、9)、ベーストロンボーン(M-4、9)
- 小寺里奈カルテット - ストリングス(M-2、5、7、8、12、13)
- 和田元気 - ドラムテクニック(M-2、4、8、13)
- Chris Dave - ドラム（M-3)[26]
- 酒本信太 - ピアノ(M-4)
- 大月文太 - ギター(M-4)
- Kai Yanagisawa - バイオリン(M-4、7、9)
- 石崎美雨 - チェロ(M-4、7、9)
- 酒井一途 - 語り(M-6)
- 宇多田ヒカル - レコーディングエンジニア(M-7)、ボーカル（M-9、10)、アルバム・プロデューサー
- 笹栗良太 - トロンボーン(M-8)

### その他
- 小森雅仁 - ミックス、レコーディングエンジニア(M-2～5、7～14)、プログラミング(M-10)
- Michael T. Martin - 海外コーディネーター(M-3)
- 三宅彰 - ボーカルプロデューサー
- 茅根裕司 - マスタリング
- 小島聖平 - アシスタントエンジニア
- 茂古沼良馬 - アシスタントエンジニア
- 飯場大志 - アシスタントエンジニア
- 沖田英宣 - ディレクター
- 梶望 - プロモーションディレクター
- 隈部晋作 - マーケティング
- Yuko Mori - フィジカル商品ディレクター
- 三部正博 - フォトグラファー
- タカヤ・オオタ - アートディレクター、デザイナー
- 桂田大助 - エグゼクティブプロデューサー
- 大谷英彦 - エグゼクティブプロデューサー